# هاف پایپ

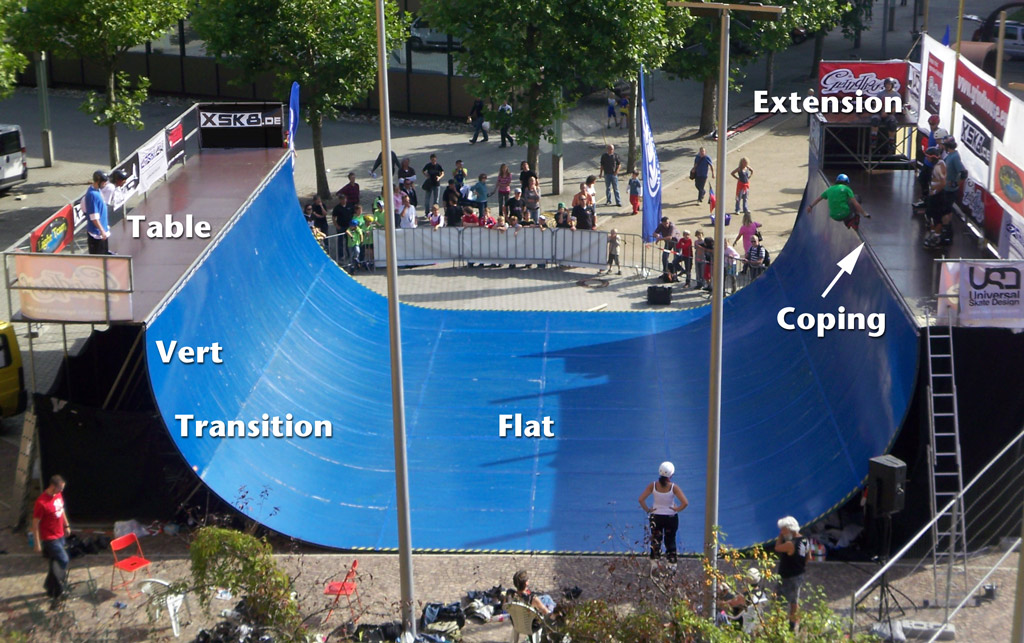
رمپ عمودی با مهره ، انتقال و مسطح

هاف-پایپ یا نیم لوله ساختاری است که در ورزش‌های شدید سنگین مانند اسنوبورد، اسکیت بورد، اسکی، BMX آزاد، اسکیت و اسکوتر استفاده می‌شود.

## بررسی اجمالی
این ساختار شبیه به سطح مقطع استخر است که در واقع دو رمپ مقعر (یا لوله‌های ربع) است که در قسمت جلویی آن با پوشش‌ها و عرشه‌ها قرار گرفته و روبروی یکدیگر قرار گرفته‌است و یک گذرگاه مسطح نیز به عنوان یک باریک شناخته می‌شود. در ابتدا نیمه لوله‌ها نیمی از لوله‌های قطر بزرگ بودند. از دهه ۱۹۸۰، لوله‌های نیمه حاوی کف مسطح گسترده ای بین لوله‌های چهارم وجود دارد. نیمه لوله‌های سبک دیگر دیگر ساخته نشده‌اند. زمین مسطح پس از فرود و زمان بیشتری برای آماده‌سازی برای ترفند بعدی، زمان بازیابی تعادل را فراهم می‌کند.

نمودار نیم لوله

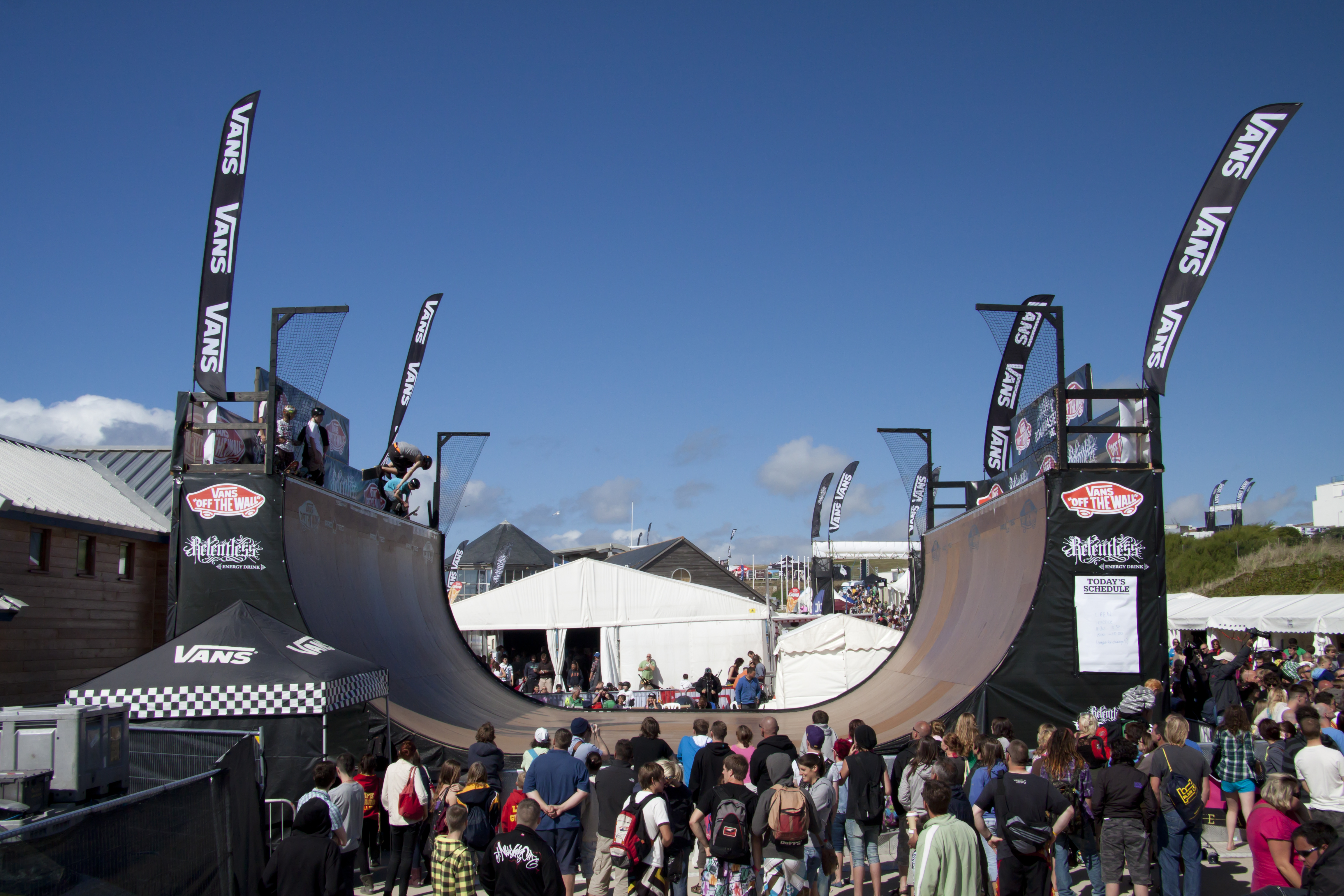
سطح شیب دار Vert در جشنواره اعضای هیئت مدیره ۲۰۱۰ در اولین جلسه تمرین اسکیت بورد آزاد